# Волков Борис Миколайович
Волков Борис (30 травня 1894, Катеринослав (нині Дніпро), Російська імперія — 9 червня 1954, Сан-Франциско, США) — письменник (США).

## Біографія
Навчався на юридичному факультеті Московського університету. З початком І-ї Світової війни пішов добровольцем на фронт (служив у Польщі та на Кавказі).
У грудні 1917 року взяв участь в антибільшовицькому повстанні в Іркутську. У роки громадянської війни служив агентом Сибірського уряду в Монголії.
З 1923 року жив в США.
Писав прозу та поезію. Опублікував збірку поезій рос. «В пыли чужих дорог» (Берлін, 1933).
Автобіографічний роман «Призовник до Раю»/англ. Conscript to Paradise не видавався.
Твори Б.Волкова опубліковані в періодичних виданнях США.